# Markel Irízar
Markel Irízar Aranburu (født 5. februar 1980) er en spansk tidligere professionel cykelrytter og nuværende assisterende sportsdirektør hos Lidl-Trek.